# Clidemia fraterna
Clidemia fraterna är en tvåhjärtbladig växtart som beskrevs av Henry Allan Gleason. Clidemia fraterna ingår i släktet Clidemia och familjen Melastomataceae.
Artens utbredningsområde är Costa Rica. Inga underarter finns listade i Catalogue of Life.